# Biblioteka Narodowa Kambodży
Biblioteka Narodowa Kambodży – biblioteka narodowa w Phnom Penh w Kambodży.  

## Historia
Biblioteka w Phnom Penh powstała na podstawie królewskiego rozporządzenia z 1921 roku. Została otwarta 24 grudnia 1924 roku. Początkowo posiadała ona zbiory głównie w języku francuskim i liczyły one 2879 woluminów. Po odzyskaniu niepodległości w 1954 roku w powiększających się zbiorach znajdowało się coraz więcej książek w języku khmerskim W czasach Czerwonych Khmerów biblioteka została zamknięta i służyła przez kilka lat jako miejsce zakwaterowania członków reżimu Pol Pota. W budynku zorganizowano stajnię i chlewnię produkującą żywność dla żołnierzy, a na weranda od frontu służyła do karmienia świń i gotowania. Na półkach opróżnionych z książek ustawiono prowiant i przybory kuchenne. Z 36 pracowników na początku lat 70. do pracy w 1979 roku wróciły tylko dwie osoby. W tym okresie wiele książek zostało zniszczonych, w tym część spalonych, a ocalało około 20% zbiorów. W 1980 roku biblioteka została ponownie otwarta dzięki pomocy i wsparciu zagranicznych agencji i rządów. W 2002 roku została zamknięta na dwa lata z powodu zawalenia dachu. Biblioteka  podlega Ministerstwu Kultury i Sztuk Pięknych.

## Zbiory
Zgodnie z ustawą z 1956 roku biblioteka ma prawo do 5 egzemplarzy obowiązkowych każdego wydawnictwa z terenu Kambodży. W 2000 roku zbiory Biblioteki Narodowej Kambodży było 120 000 woluminów w różnych językach: khmerskim, francuskim, angielskim, niemieckim. Zbiory specjalne obejmują 8327 woluminów publikacji w języku francuskim z lat 1925–1970, a także książki i dokumenty z lat 1955–1975 opublikowane w języku khmerskim. W kolekcji specjalnej znajduje się 2313 rękopisów na liściach palmowych.  

## Budynek
Jednokondygnacyjny budynek o powierzchni 1000 m² powstał w latach 20. XX wieku. Znajduje się w centrum Phnom Penh niedaleko budynku Archiwów Państwowych. 